# 国際連合安全保障理事会決議135
国際連合安全保障理事会決議135（こくさいれんごうあんぜんほしょうりじかいけつぎ135、英: United Nations Security Council Resolution 135, UNSCR135）は、1960年5月27日に国際連合安全保障理事会で採択された決議。安保理常任理事国による平和への責務についてのもの。

## 概要
決議では、フランス、ソ連、イギリス、アメリカの首脳間における会合の失敗を受けて、同政府に対して国連憲章に規定されている交渉またはその他の平和的手段によって既存の国際問題の解決策を模索するよう勧告した。同決議は、武力による威嚇を控え、国連総会決議1378に従った軍縮の道を模索し、すべての核兵器実験を中止し、これらの目的を達成するために安保理および他の適切な国連機関の援助を利用するよう要請した。決議は賛成9票により採択され、ポーランド人民共和国とソ連が棄権した。

## 詳細
以下はその和訳。
安全保障理事会は、
国際の平和及び安全の維持に対する責任に留意しつつ、
フランス、ソビエト社会主義共和国連邦、グレート・ブリテン及び北アイルランド連合王国並びにアメリカ合衆国の首脳会議の成功に対する世界の希望が成就されなかったことに遺憾の意を表し、
これらの進展が世界の世論に大きな失望と懸念を与えていること、
およびこのような事態が平和や安全を危うくしかねない国際的緊張の増大につながる可能性があることを考慮し、
確立された国際法の原則に基づき、国際的な善意と信頼を回復し強化するためにあらゆる努力を払う必要があると考え、
軍備競争の継続がもたらす危険の高まりを特に意識して、以下の通りとする。
1. 関係各国政府に対し、既存の国際問題の解決を国連憲章に規定する交渉やその他の平和的な手段をもって模索するよう勧告する。
2. 加盟国政府の全てに対し、その国際関係において武力の行使・威嚇を避け、互いの主権・領土保全及び政治的独立を尊重し、緊張を高めるような行動を控えるよう求める。
3. 関係政府に対し、総会決議1378（XIV）に従った有効な国際管理の下での一般的かつ完全な軍縮の問題及び適切な国際管理組織の下での前核兵器実験の中止に関する問題の解決を図るための建設的な努力を継続するとともに、総会が勧告した技術的措置を含む不意打ち防止措置に関する交渉を行うよう要請すること。
4. フランス、ソビエト社会主義共和国連邦、グレート・ブリテン及び北アイルランド連合王国並びにアメリカ合衆国政府に対し、できるだけ早く協議を再開し、安全保障理事会その他の国際連合の適当な機関がこの目的のために捧げられる援助を利用するよう要請する。